# NGC 5155
NGC 5155 (другое обозначение — ESO 96-SC13) — группа звёзд в созвездии Центавр.
Гершель описал объект как часть, отделившуюся от Млечного Пути, звездное скопление удивительного богатства. В этой области по его мнению должно быть не менее 200 или 300 звезд.
NGC 5155 и находящийся рядом NGC 5120 были описаны в 1888 году Дрейером как значительные звездные кластеры. Затем NGC 5155 был идентифицирован как небольшое скопление звезд ESO 96-SC 13.
Скорее всего это действительно насыщенное тусклыми звездами облако является лишь частью Млечного Пути.
Этот объект входит в число перечисленных в оригинальной редакции «Нового общего каталога».